# Barrows
"Barrows" är ett så kallat "mini-game" i MMORPG-spelet Runescape.
För att göra "Barrows" måste man först ha gjort ett visst antal "quests" innan man kan börja. Det första man gör att gräva i någon av sex gravhögar som finns näst längst ned till höger på RuneScapes karta. Då trillar man ned i en gammal grav som man måste öppna för att gå vidare. Beroende på vilken hög man tar så kommer en av sex antika vålnader iklädd sin speciella rustning + vapen och attackerar en. "Combat leveln" på NPC:n varierar mellan 98 och 115. När man har dödat honom (det är sex gamla bröder) kommer man vidare till en labyrint man måste klara. Labyrinten består av flera olika rum med monster i varje, och dörrar (med pussel i vissa) mellan rummen. I mitten är det en kista som man öppnar och då kommer en slumpvis vald broder upp igen och man måste döda honom för att få belöningen i kistan. Belöningen är oftast obetydliga saker som lite pengar och runor ("runes"). Det man vill ha i kistan, men som man nästan aldrig får är broderns rustning som man dödade i början. En full rustning + vapen av samma broder ger en speciell sak när man är i "combat".
Bröderna/rustningarna heter:
- Ahrim the Blighted, magi, gör så att fiendens attack, strength, och defence försvagas
- Dharok the Wretched, melee, slår högre ju mindre "hitpoints" man har
- Guthan the Infested, melee, en chans att man får 100% "hitpoints" av skadan man slår
- Karil the Tainted, range, minskar fiendens "agility level" med 20%
- Torag the Corrupted, melee, gör så att man får mindre spring-energi
- Verac the Defiled, melee, slår igenom fiendens prayer och defence (armour/rustning).

Alla barrows-rustningarna går sönder efter 15 timmar i "combat" och måste lagas av Bob i Lumbridge, Squire vid void outpost eller så lagar man dom i någons "workshop" i Player owned house det sistnämnda är oftast billigaste alternativet. Man kan bara "trade:a" Barrows när den är helt sönder eller helt fixad (Om man "droppar" en del går den ner till 0%). Barrows-rustningarna är väldigt dyra att köpa samt använda.